# Revolta de Jacareacanga
A Revolta de Jacareacanga foi uma rebelião de militares da Aeronáutica, liderados pelo major Haroldo Veloso e pelo capitão José Chaves Lameirão, que tomaram a base militar de Jacareacanga, no Pará. 

## Antecedentes
Consistiu numa reação contrária à posse de Juscelino Kubitschek, sendo seu governo visto pelos líderes da revolta como a volta do governo de inspiração em Getúlio Vargas. Tem ligações com o movimento golpista de 11 de novembro, que ocorreu no ano anterior, 1955.

## Revolta
Teve início na noite do dia 10 de fevereiro de 1956, quando os dois oficiais tomaram um avião caça AT-11, no Rio de Janeiro. Durante os 19 dias de revolta, a cidade de Santarém e mais alguns pequenos povoados foram tomados pelos rebeldes, tendo o governo encontrado dificuldades para repreender o movimento, ainda mais pela recusa da Aeronáutica em ajudar nesse processo. No dia 29 do mesmo mês e ano, teve fim a revolta, após ser controlada pelas tropas legalistas, com a prisão de um de seus líderes, Haroldo Veloso.